# Heterostegane hypobarys
Heterostegane hypobarys är en fjärilsart som beskrevs av Louis Beethoven Prout. Heterostegane hypobarys ingår i släktet Heterostegane och familjen mätare. Inga underarter finns listade i Catalogue of Life.